# Vaimalo
Vaimalo ist ein Ort der Inselgruppe Vavaʻu im Norden des pazifischen Königreichs Tonga im Distrikt Hihifo.
Vaimalo hat 114 Einwohner (Stand 2021).

## Geographie
Vaimalo liegt auf einer Landzunge zwischen einer Bucht des Ava Pulepulekai Channel im Süden und der Bucht Fangaliki im Osten. Er ist mit Tefisi im Nordwesten durch eine Straße verbunden. Vor der Küste liegen das Kap Kolouta und die Insel Kolotahi. Eine Verbindungsstraße führt nach Taoa im Osten. 

## Klima
Das Klima ist tropisch heiß, wird jedoch von ständig wehenden Winden gemäßigt. Ebenso wie die anderen Orte der Vavaʻu-Gruppe wird Vaimalo gelegentlich von Zyklonen heimgesucht.